# 基莫夫斯克區

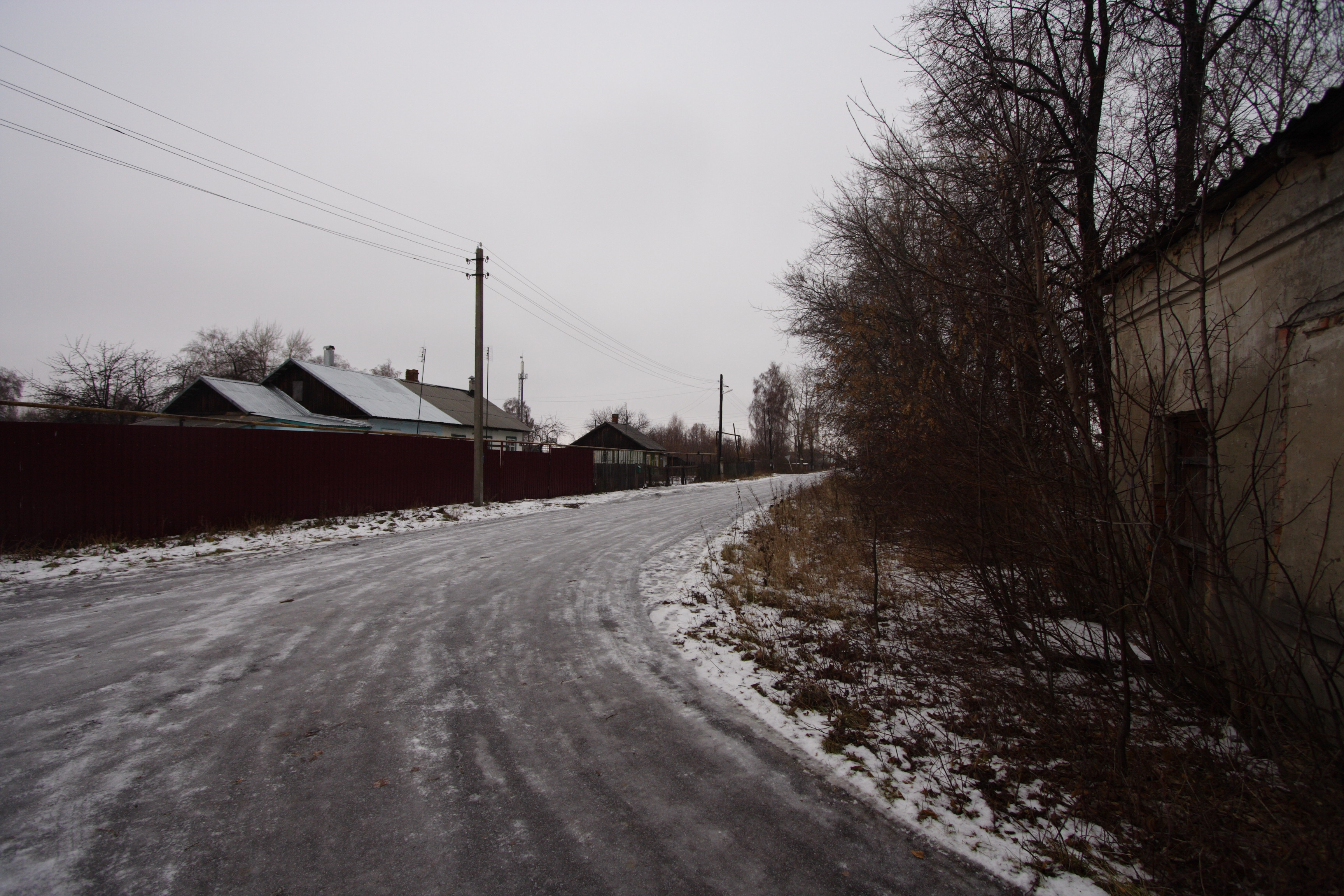

基莫夫斯克區（俄语：Кимовский район），是俄羅斯的一個區，位於該國西部，由圖拉州負責管轄，面積1,112平方公里，2010年該區人口42,853，人口密度為每平方公里38.54人。